# Tân sinh tăng sinh tủy

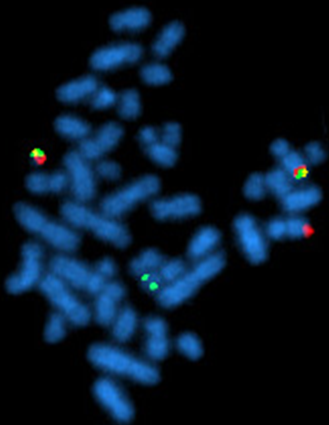
Nhiễm sắc thể Philadelphia (tín hiệu vàng bên trái qua phương pháp lai huỳnh quang tại chỗ FISH) là đột biến chuyển đoạn giữa nhiễm sắc thể 9 và 22 làm nhiễm sắc thể 22 ngắn hơn bình thường (gọi là nhiễm sắc thể Philadelphia), hiện diện ở hầu hết người bệnh bạch cầu mạn dòng tủy.

Tân sinh tăng sinh tủy (tiếng Anh: Myeloproliferative neoplasm, thường viết tắt là MPNs) là nhóm bệnh lý huyết học ác tính không đồng nhất, do bất thường của tế bào gốc đa năng và được đặc trưng bởi sự tăng sinh quá mức của các dòng tế bào máu. Các tế bào này có khả năng biệt hóa và phát triển gần như bình thường với đặc điểm nổi bật là bất thường di truyền theo dòng tế bào.
Thông thường, sự bất thường trong sinh sản tế bào xuất phát từ các đột biến ở một số gene như JAK2, CALR (Calreticulin), MPL (Myeloproliferative leukaemia virus oncogene), v.v. Một số ít trường hợp, một số bệnh lý tân sinh tăng sinh tủy có thể chuyển cấp và diễn tiến thành bạch cầu cấp dòng tủy (Acute Myeloid Leukaemia) như xơ tủy nguyên phát.

## Phân loại
Một cách kinh điển, tân sinh tăng sinh tủy được phân loại vào sự hiện diện của nhiễm sắc thể Philadelphia trong tế bào ác tính, trong đó: 
- Tân sinh tăng sinh tủy có nhiễm sắc thể Philadelphia (Philadelphia chromosome-positive MPN): bạch cầu mạn dòng tủy (CML).
- Tân sinh tăng sinh tủy không có nhiễm sắc thể Philadelphia (Philadelphia chromosome-negative MPN)[3]: đa hồng cầu nguyên phát (PV), tăng tiểu cầu nguyên phát (ET), xơ tủy nguyên phát (PMF), tăng bạch cầu đa nhân trung tính mạn tính (CNL), tăng bạch cầu ái toan mạn tính chưa phân loại (CEL, NOS), tân sinh tăng sinh tủy không phân loại (MPN-U).

Tuy nhiên, cách phân loại dựa vào sự hiện diện của nhiễm sắc thể Philadelphia bộc lộ một số hạn chế nhất định; thí dụ, một số trường hợp bệnh bạch cầu mạn dòng tủy lại không có nhiễm sắc thể Philadelphia. Một số tổ chức y tế cũng có những cách phân loại khác nhau đối với bệnh lý này. Trong đó, vào năm 2022, Tổ chức Y tế Thế giới (World Health Organization, WHO) ban hành hướng dẫn phân loại các bệnh lý trong nhóm bệnh tân sinh tăng sinh tủy như sau:
- Bạch cầu mạn dòng tủy (Chronic myeloid leukaemia, CML)
- Đa hồng cầu nguyên phát (Polycythaemia vera, PV)
- Tăng tiểu cầu nguyên phát (Essential thrombocytopaenia, ET)
- Xơ tủy nguyên phát (Primary myelofibrosis, PMF)
- Tăng bạch cầu đa nhân trung tính mạn tính (Chronic neutrophilic leukaemia, CNL).
- Tăng bạch cầu ái toan mạn tính, chưa phân loại (Chronic eosinophilic leukaemia, not otherwise sepcified; CEL, NOS)
- Tân sinh tăng suy tủy chưa phân loại (MPN unclassifiable, MPN-U).

Các bất thường hay gặp trên thực tế lâm sàng là bạch cầu mạn dòng tủy, đa hồng cầu nguyên phát, tăng tiểu cầu nguyên phát và xơ tủy nguyên phát.